# جون براون (عسكري)
جون براون (بالإنجليزية: John Brown)‏ هو بحار أمريكي، (ولد في الدنمارك في مملكة الدنمارك 1838  م).